# Nicolaus Ephraim Bach
Frère cadet de Johann Ludwig Bach, Nicolaus Ephraim Bach voit le jour à Wasungen le 24 novembre 1690 et fut probablement l'élève de son aîné.
En 1708 il entre au couvent luthérien de Gandersheim et y restera toute sa vie, assurant les fonctions de compositeur et d'organiste. Il y prend de l'importance en étant nommé le 30 novembre 1712 inspecteur des collections de statues et de tableaux et administrateur du couvent en 1724.
Nicolaus Ephraim se marie tardivement, à 65 ans, et meurt à Gandersheim le 12 août 1760.
Il se maria à 2 reprises : de sa première union, on ne sait rien (épouse et enfants) ; de sa seconde, on connait 2 enfants.